# Омери
Омери́ (фр. Osmery) — коммуна во Франции, находится в регионе Центр. Департамент — Шер. Входит в состав кантона Дён-сюр-Орон. Округ коммуны — Сент-Аман-Монтрон.
Код INSEE коммуны — 18173.

## География
Коммуна расположена приблизительно в 220 км к югу от Парижа, в 125 км юго-восточнее Орлеана, в 26 км к юго-востоку от Буржа.
На юге коммуны протекает река Эрен.

## Население
Население коммуны на 2008 год составляло 266 человек.
| 1962 | 1968 | 1975 | 1982 | 1990 | 1999 | 2008 |
| ---- | ---- | ---- | ---- | ---- | ---- | ---- |
| 435  | 419  | 371  | 309  | 276  | 254  | 266  |

## Экономика
В 2007 году среди 167 человек в трудоспособном возрасте (15-64 лет) 126 были экономически активными, 41 — неактивными (показатель активности — 75,4 %, в 1999 году было 75,2 %). Из 126 активных работали 113 человек (61 мужчина и 52 женщины), безработных было 13 (7 мужчин и 6 женщин). Среди 41 неактивных 9 человек были учениками или студентами, 12 — пенсионерами, 20 были неактивными по другим причинам.

## Достопримечательности
- Церковь Сен-Жюльен[фр.] (XII век). Исторический памятник с 1932 года[3]

## Фотогалерея

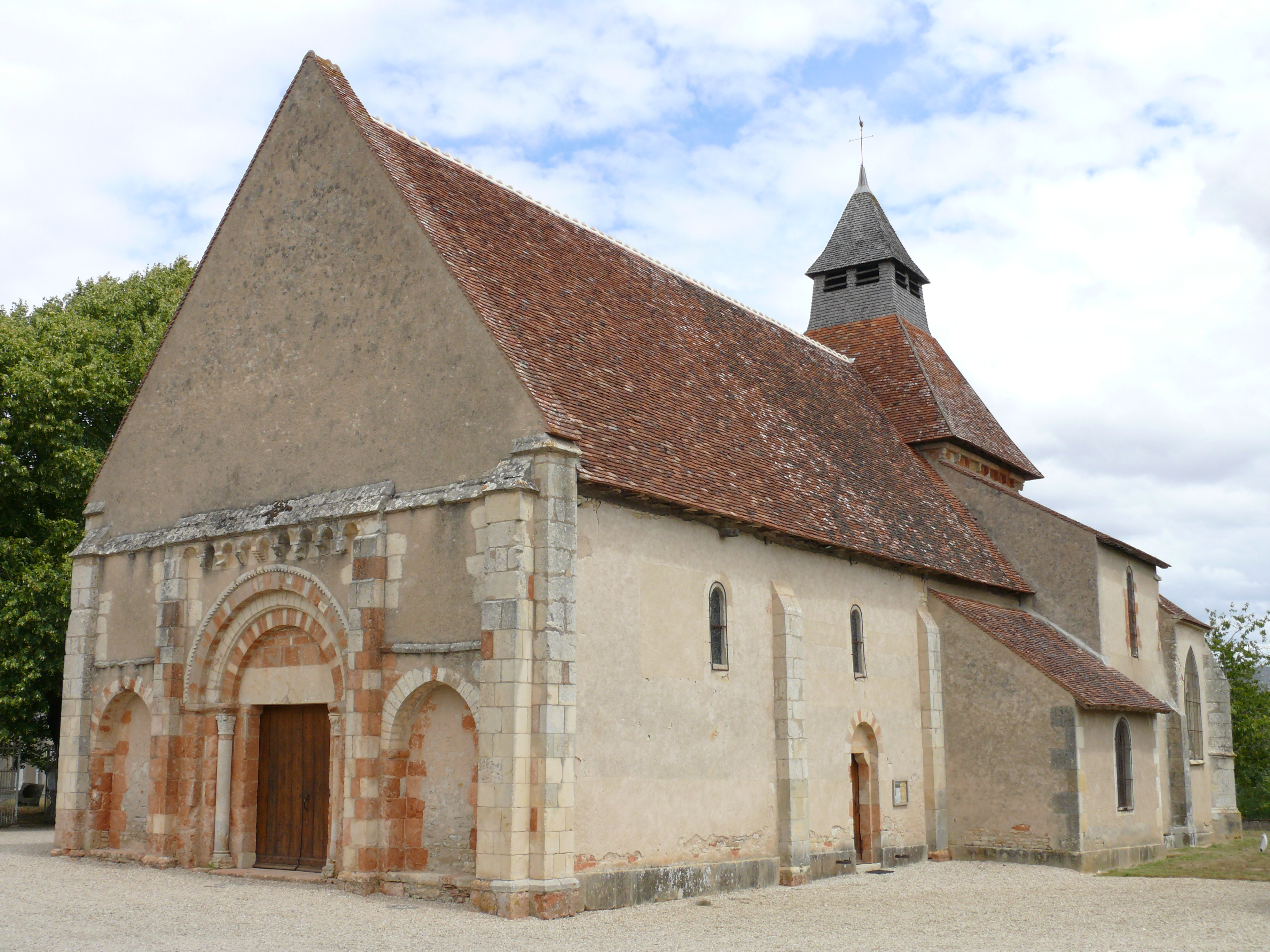
Церковь Сен-Жюльен
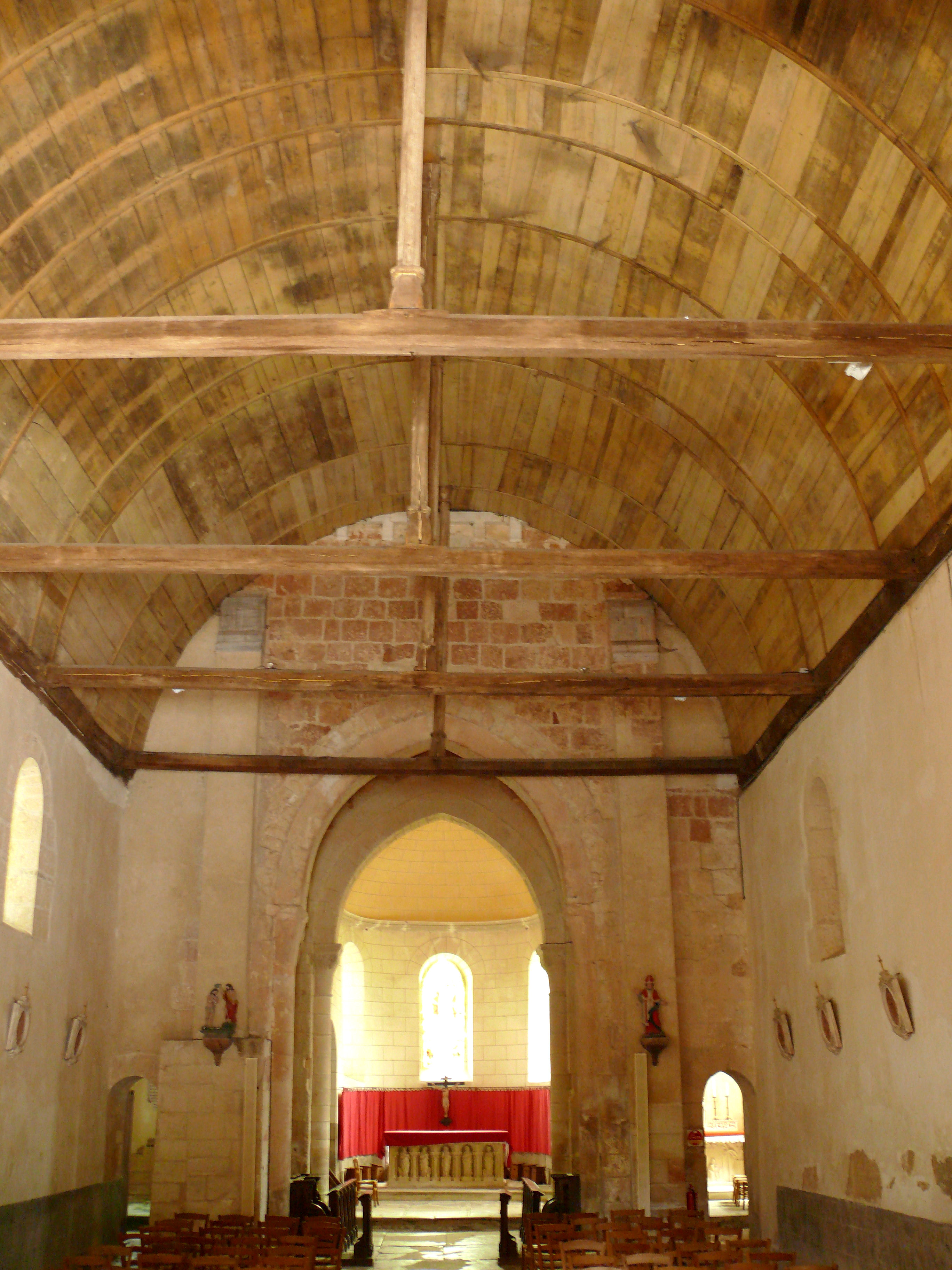
Интерьер церкви Сен-Жюльен
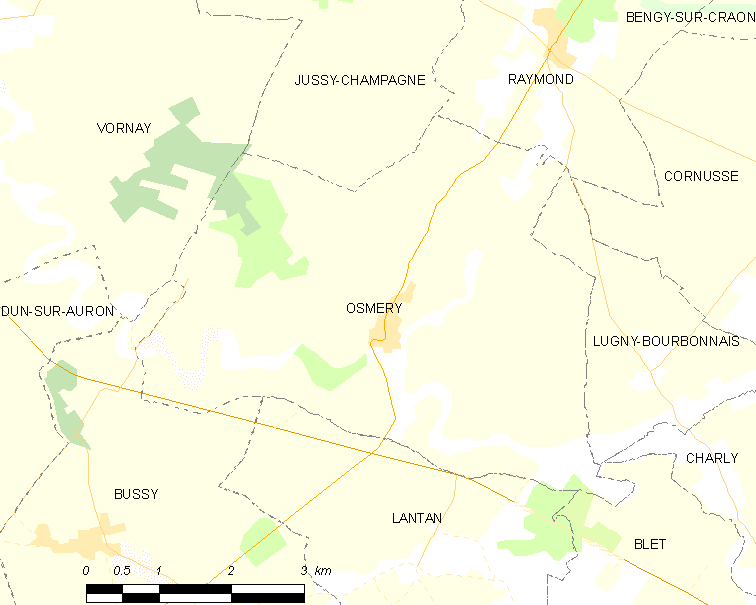
Карта коммуны